# Paul Gerstgraser
Paul Gerstgraser (* 22. Mai 1995 in Schwarzach) ist ein ehemaliger österreichischer Nordischer Kombinierer.

## Werdegang
Gerstgraser, der für den SV Schwarzach-Salzburg startet, gab sein internationales Debüt bei den Nordischen Skispielen der OPA 2010 in Eisenerz. Dort kam er auf im Einzel der Schüler auf den 13. Platz und im Team II gewann er die Bronzemedaille. Ab Dezember startete er im Alpencup. Beim Europäischen Olympischen Winter-Jugendfestival 2011 in Liberec belegte er Rang fünf von der Normalschanze und über 7,5 Kilometer. Beim folgenden Teamsprint gewann er mit Philipp Orter die Goldmedaille. Bei seinen zweiten Nordischen Skispielen der OPA 2011 in Baiersbronn gewann er im Einzel Junioren und im Team I die Silbermedaille.
Zu Beginn des Winters 2011/12 startete Gerstgraser in Park City erstmals im Continentalcup. Bereits bei seinem zweiten Wettbewerb erreichte er als 26. die Punkteränge. Bei den Olympischen Jugend-Winterspielen 2012 in Innsbruck landete Gerstgraser auf Rang acht im Gundersen-Einzel von der Normalschanze und über 10 Kilometer. In der Folge startete der Österreicher noch einmal vorwiegend im Alpencup. Bei seinen dritten und letzten Nordischen Skispielen der OPA 2012 in Pokljuka gewann er im Einzel der Junioren die Goldmedaille und im Team I die Silbermedaille.
Bei den Juniorenweltmeisterschaften 2013 in Liberec gewann er nach Rang 23 im Einzel mit der Mannschaft beim Teamwettbewerb die Silbermedaille. Im Februar 2013 kam Gerstgraser zurück in den Continentalcup-Kader und erreichte in Eisenerz als Zweiter sein erstes Podium in dieser Serie. Obwohl er auch in der Folge überwiegend Punkteränge erreichte, startete er von September 2013 bis Januar 2014 erneut im Alpencup.
Im Val di Fiemme blieb er nach 2013 bei den Juniorenweltmeisterschaften 2014 ohne Junioren-WM-Medaille. Im Einzel landete er nur auf dem 23. Platz. Im September 2009 gewann er den Alpencup in Winterberg. Zu Beginn des folgenden Winters 2014/15 kam Gerstgraser in den A-Nationalkader am 29. November 2014 in Ruka erstmals im Weltcup der Nordischen Kombination zum Einsatz. Als 32. verpasste er seine ersten Weltcup-Punkte nur knapp. Nach Rang 43 im Weltcup von Lillehammer gewann er in Seefeld in Tirol beide Alpencup-Wettbewerbe. Beim Continentalcup in Høydalsmo feierte Gerstgraser nach einem weiteren zweiten Rang am Folgetag seinen ersten Continentalcupsieg. Bei seinen beiden Weltcup-Starts im Rahmen des Nordic Combined Triple in Seefeld verpasste er erneut nur knapp die Punkteränge.
Bei den Nordischen Juniorenweltmeisterschaften 2015 im kasachischen Almaty gewann Gerstgraser im Einzel von der Normalschanze und über 10 Kilometer seine zweite Junioren-WM-Medaille. Beim folgenden Einzel über 5 Kilometer wurde er Fünfter.
Mit der Medaille bei der Junioren-WM sicherte sich Gerstgraser einen Platz für die Weltcup-Saison 2015/16. Im französischen Chaux-Neuve belegte er den 16. Platz und konnte damit sein bestes Weltcup-Ergebnis erzielen. In Chaux-Neuve überzeugte er außerdem mit der besten Laufzeit.
Im März 2017 und 2019 wurde Gerstgraser im Skilanglauf österreichischer Meister im 30-km-Massenstartrennen. Am 6. Mai 2020 beendete er seine aktive Karriere.

## Erfolge

### Continental-Cup-Siege im Einzel
| Nr. | Datum             | Ort               | Disziplin             |
| --- | ----------------- | ----------------- | --------------------- |
| 1.  | 11. Januar 2015   | Høydalsmo         | Gundersen HS94/10 km  |
| 2.  | 15. Dezember 2018 | Steamboat Springs | Gundersen HS75/10 km  |
| 3.  | 27. Januar 2019   | Planica           | Gundersen HS139/10 km |
| 4.  | 9. Februar 2019   | Eisenerz          | Gundersen HS109/10 km |
| 5.  | 10. Februar 2019  | Eisenerz          | Gundersen HS109/10 km |
| 6.  | 16. Februar 2019  | Rena              | Gundersen HS111/10 km |
| 7.  | 17. Februar 2019  | Rena              | Gundersen HS111/10 km |

### Continental-Cup-Siege im Team
| Nr. | Datum            | Ort         | Disziplin              |
| --- | ---------------- | ----------- | ---------------------- |
| 1.  | 21. Februar 2015 | Klingenthal | Teamsprint Großschanze |
| 2.  | 9. Februar 2019  | Eisenerz    | Staffel Normalschanze  |

## Statistik

### Weltcup-Platzierungen
| Saison  | Platz | Punkte |
| ------- | ----- | ------ |
| 2014/15 | 57.   | 013    |
| 2015/16 | 42.   | 022    |
| 2016/17 | 27.   | 205    |
| 2017/18 | 60.   | 011    |
| 2018/19 | 31.   | 105    |
| 2019/20 | 49.   | 007    |

### Continental-Cup-Platzierungen
| Saison  | Platz | Punkte |
| ------- | ----- | ------ |
| 2011/12 | 98.   | 005    |
| 2012/13 | 26.   | 193    |
| 2013/14 | 71.   | 019    |
| 2014/15 | 11.   | 326    |
| 2015/16 | 36.   | 102    |
| 2017/18 | 10.   | 373    |
| 2018/19 | 01.   | 800    |
| 2019/20 | 02.   | 700    |